# 晉鄙
晋鄙（？—前257年），戰國时期魏國軍事人物。

## 生平
長平之戰，秦軍大敗趙軍，坑殺降兵四十萬人。而後長驅直入，包圍趙國首都邯鄲，是為邯鄲之戰。前257年，晋鄙奉魏安釐王命出兵救趙，然而秦昭王恐嚇諸侯，若有敢救趙者，必在滅趙以後擊之。於是魏王阻止晋鄙進軍，令其軍隊留在鄴城（今河北临漳西南），不發兵符，按兵不动。
為了出兵救趙，信陵君請魏王的寵妃如姬盗取兵符，送往晋鄙军中。然而晋鄙質疑派發兵符者並非君王使者，不願出兵，於是信陵君下令朱亥以四十斤铁锤擊殺晉鄙。